# Hanna Okońska-Ratajczak
Hanna Okońska-Ratajczak (ur. 16 kwietnia 1992 w Poznaniu) – polska śpiewaczka operowa, sopran, doktor sztuki, absolwentka wokalistyki klasycznej na Akademii Muzycznej w Bydgoszczy, a także wykładowczyni tejże uczelni. Solistka Teatru Wielkiego w Łodzi.

## Życiorys
Dwukrotna stypendystka Ministra Kultury i Dziedzictwa Narodowego za wybitne osiągnięcia artystyczne. Współpracuje z bydgoską Operą Nova, Filharmonią Pomorską, Filharmonią Bałtycką, Operą Narodową oraz Polską Orkiestrą Muzyki Filmowej.
Studia wokalno-aktorskie I i II stopnia (licencjackie i magisterskie) ukończyła w 2017 roku w klasie śpiewu solowego dr hab. Małgorzaty Greli prof. ndzw. na Akademii Muzycznej im. Feliksa Nowowiejskiego w Bydgoszczy.
Dała się poznać na wielu scenach i estradach w kraju oraz za granicą m.in. w Austrii, Niemczech, Słowacji, Białorusi, na Węgrzech, w Kazachstanie. Występowała u boku dyrygentów takich jak: Marta Kluczyńska, Piotr Wajrak, Adam Klocek, Maciej Figas, Sławomir Chrzanowski, Kai Buman, Damian Borowicz, Massimiliano Caldi, Eugeniusz Kus, Piotr Sułkowski, Mikołaj Makarewicz (Orkiestra Teatru Muzycznego w Karagandzie, Kazachstan), Tadeusz Kozłowski, Marcin Sompoliński i wielu innych.
Brała udział w festiwalach oraz konkursach wokalnych zdobywając miejsca na podium.
Prywatnie jest żoną tenora Łukasza Ratajczaka oraz synową mezzosopranistki Małgorzaty Ratajczak i tenora Janusza Ratajczaka.

## Nagrody i osiągnięcia
Do ważniejszych sukcesów Hanny Okońskiej-Ratajczak należą:
- wyróżnienie na IV Międzynarodowym Konkursie Wokalistyki Operowej im. Adama Didura w Bytomiu (2019)[10]
- I Nagroda na IV Ogólnopolskim Konkursie Wokalnym im. Krystyny Jamroz w Busku Zdroju
- III Nagroda oraz Nagroda im. Ady Sari i Nagroda Krakowskiego Stowarzyszenia Miłośników Opery Aria na XVII Międzynarodowym Konkursie Sztuki Wokalnej im. Ady Sari w Nowym Sączu (2017)[11]
- II Nagroda na V Międzynarodowym Konkursie Wokalnym im. Jana, Edwarda, Józefiny Reszków w Częstochowie (2017)
- Nagroda Marszałka Województwa Kujawsko-Pomorskiego dla najlepszej aktorki I Ogólnopolskiego Przeglądu Dyplomów i Egzaminów Muzycznych w Toruniu (rola Zuzanny w operze „Wesele Figara” W.A. Mozarta)
- I Miejsce na Międzynarodowym Konkursie Wokalnym w Maiori (Włochy, 2016)
- II Miejsce na Ogólnopolskim Konkursie Wokalnym w Mławie (2016)
- I wyróżnienie oraz nagroda specjalna za najlepsze predyspozycje estradowe na Międzynarodowym Konkursie Wokalnym „Złote Głosy” w Warszawie (2016)
- Grand Prix, I miejsce oraz nagroda specjalna na Międzynarodowym Konkursie Wokalnym w Talsi na Łotwie (2015)
- II miejsce oraz nagroda specjalna na Międzynarodowym Konkursie Wokalnym im. Giulio Perrottiego w Ueckermünde (2015)
- III miejsce oraz nagroda specjalna na Międzynarodowym Konkursie Wokalnym we Vrable na Słowacji (2015)[12][13]